# Johann Grund (Maler)

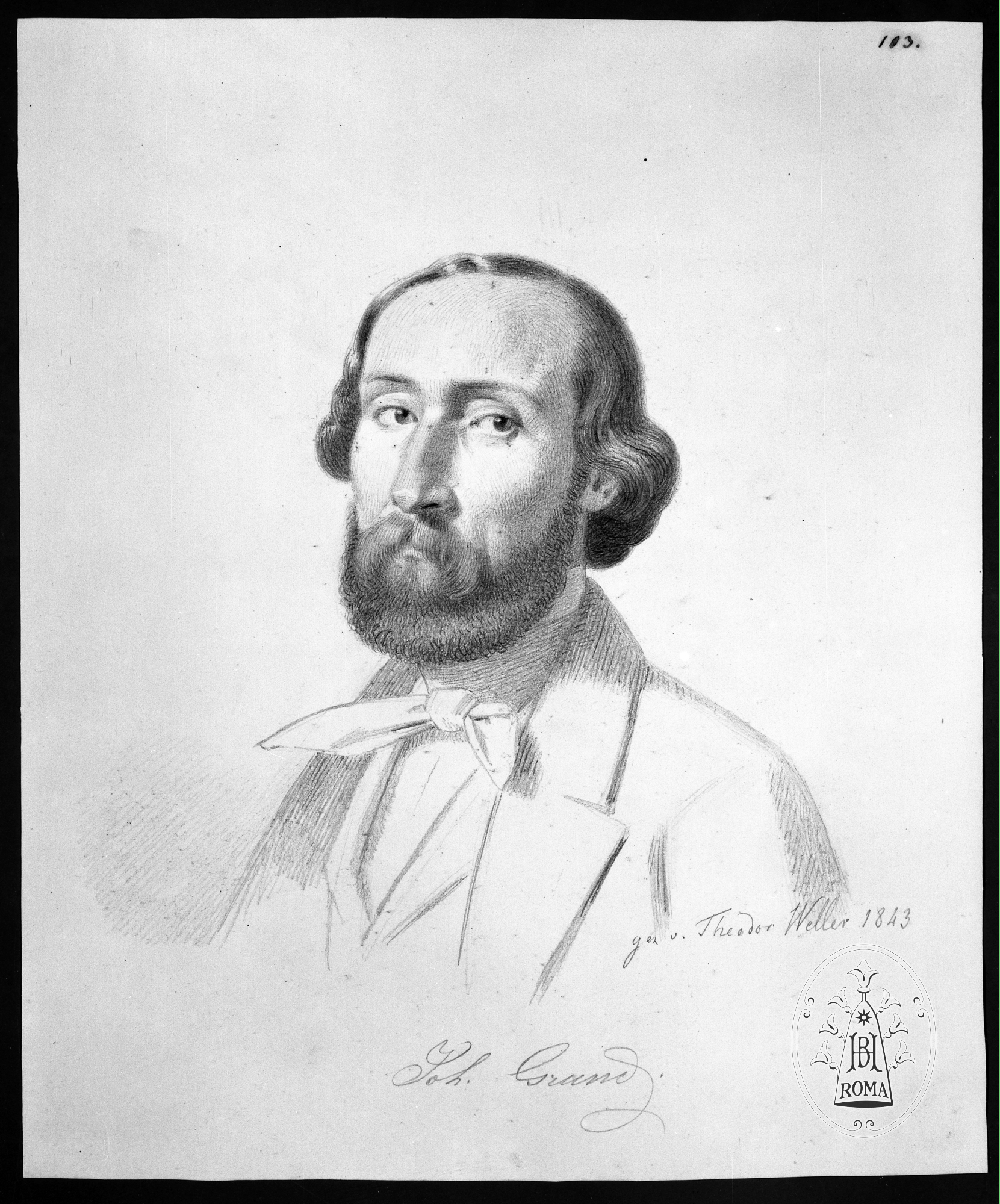
Porträt Johann Grund, gezeichnet von Theodor Leopold Weller, Rom 1843

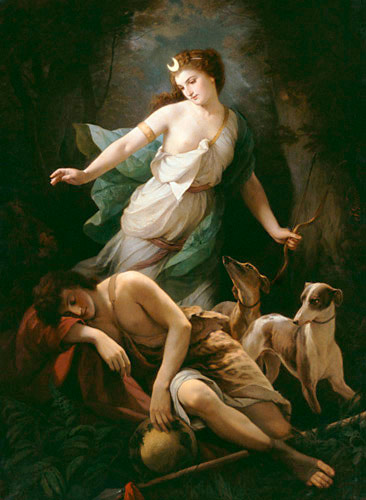
Diana und Endymion

Carl Johann Grund (* 19. Mai 1808 in Wien; † 4. August 1887 in Baden-Baden) war ein österreichisch-deutscher Historien-, Genre- und Porträtmaler.

## Leben
Johann Grund besuchte ab 1820 die Elementarklasse der Kunstakademie in Wien, wo er 1827 in der Klasse der Historien-Zeichnung eingeschrieben war. Ab 1827 unternahm er eine Wanderschaft durch die Alpenländer und lebte mehrere Jahre in Zürich. Der Künstler ließ sich in Karlsruhe nieder und wurde 1831 badischer Staatsbürger, später lebte er in Baden-Baden. Er heiratete in erster Ehe 1832 in Karlsruhe die aus Zürich stammende Patriziertochter Anna Appenzeller. Nach deren Tod verheiratete er sich wieder mit Cornelia Siebenpfeiffer (geb. 19. Juli 1826 in Homburg/Saarpfalz). Sie war die Tochter von Philipp Jakob Siebenpfeiffer (1789–1845), der von 1818 bis 1830 königlich-bayerischer Landcommissär in Homburg war. Auf seine Initiative hin fand am 27. Mai 1832 das Hambacher Fest statt. Johann Grund und Cornelia Siebenpfeiffer hatten sechs Kinder.
Seit dem 14. Mai 1839 war Johann Grund Hofmaler am Hofe des Großherzogs Leopold von Baden.
Er unternahm zahlreiche Studienreisen: Paris (1839 und öfter), München, Wien, Düsseldorf (1843), Rom (1842/43), Ungarn (1844). Theodor Leopold Weller fertigte 1843 in Rom ein Porträt von ihm, so wie Grund von Weller.
Werke von Johann Grund befinden sich in den Sammlungen der Museen von Karlsruhe, Mannheim und Wien.